# Carex karlongensis
Carex karlongensis är en halvgräsart som beskrevs av Georg Kükenthal. Carex karlongensis ingår i släktet starrar, och familjen halvgräs.

## Underarter
Arten delas in i följande underarter:
- C. k. karlongensis
- C. k. handelii